# Эдельман, Ольга Валериановна
Ольга Валериановна Эдельман (род. 1967) — российский историк-архивист, декабристовед, специалист по дореволюционной истории. Кандидат исторических наук (2008), главный специалист отдела изучения и публикации документов Государственного архива РФ.

## Биография
В 2008 году в МГУ имени М. В. Ломоносова под научным руководством доктора исторических наук, профессора С. В. Мироненко защитила диссертацию на соискание учёной степени кандидата исторических наук по теме «История следствия над декабристами и его роль в формировании образа тайных обществ» (специальность 07.00.02 — Отечественная история); официальные оппоненты — доктор исторических наук, главный научный сотрудник Отдела истории России XIX — нач. XX вв. Государственного Исторического музея В. М. Бокова и кандидат исторических наук, доцент кафедры региональных исследований факультета иностранных языков и регионоведения МГУ имени М. В. Ломоносова И. В. Карацуба; ведущая организация — Институт российской истории РАН

## Научная деятельность
Область научных интересов — декабристы, эпоха Александра I и Николая I, а также революционное движение в России. Автор книг и документальных публикаций по истории движения декабристов, антисоветским выступлениям в послесталинский период. Как представляют её на Радио Свобода в 2017 году, она — «последнее десятилетие занимающаяся изучением архивных материалов о Сталине, прежде всего о дореволюционном периоде его жизни». По собственному замечанию — специалист по дореволюционной истории.
На протяжении нескольких лет являлась автором и ведущей передачи «Документы прошлого» на радио «Свобода».
Публиковалась в журналах «Отечественные записки», «Историк».

## Награды
Отмечена Почётной грамотой Федерального архивного агентства (2018).

## Оценки
Небольшая книга Эдельман «Сталин, Коба и Сосо. Молодой Сталин в исторических источниках» — это, как отмечает кандидат исторических наук старший научный сотрудник ИНИОН Юлия Вячеславовна Дунаева, не исследование жизни Сталина, а источниковедческая работа, «авторские размышления о степени их [источников] достоверности и информационных возможностях, об исторических и идеологических зигзагах, приведших к их появлению» (цитируется Эдельман). Историк О. Л. Лейбович в отзыве о работе отмечает: «На страницах книги из-под критики источников время от времени возникает образ подпольного человека — деятельного и самостоятельного, в чём-то симпатичного, в чём-то не очень, отнюдь не преступника».
В своей книге «Сталин. Биография в документах (1878 — март 1917): в 2 ч. — Ч. I: 1878 — лето 1907 года; Ч. II: Лето 1907 — март 1917 года» (М.: Издательство Института Гайдара, 2021) Эдельман «описывает превращение молодого тифлисского социал-демократа Кобы в видного большевика общероссийского масштаба Сталина».
Подвергалась критике С. Е. Эрлиха и В. М. Есипова.

## Научные труды
- Эдельман О. В. Следствие по делу декабристов. — М.: Регнум, 2010. — 356 с.
- Эдельман О. В. Сталин, Коба и Сосо: Молодой Сталин в исторических источниках. — М.: ВШЭ, 2016. — 128 с. (Рецензии Олега Лейбовича в «Логосе», Пущаева Ю. В., Модеста Колерова, Галины Юзефович)
- «Сталин. Биография в документах (1878 — март 1917): в 2 ч. — Ч. I: 1878 — лето 1907 года; Ч. II: Лето 1907 — март 1917 года» (М.: Издательство Института Гайдара, 2021).
- Эдельман О. В. Павел Пестель: Очерки. С приложением «Русской Правды» П. И. Пестеля [1824] / Ред. Ф. М. Колеров. — М.: Модест Колеров, 2022. — 472 с. — (Исследования по истории русской мысли. — Т. 31). — ISBN 978-5-905040-75-7.